# S. K. Pottekkatt
Sankarankutty Kunjiraman Pottekkatt (14 de marzo de 1913 – 6 de agosto de 1982) fue un escritor indio de la literatura en malayalam, viajero y político de Kerala. Conocido principalmente por sus libros de viajes, ha escrito cerca de 60 libros, que incluyen 10 novelas, 24 colecciones de cuentos, tres antologías de poemas, 18 libros de viajes, cuatro obras de teatro, una colección de ensayos y un par de libros basados en recuerdos personales.
Ha recibido el premio de novela Kerala Sahitya Akademi, el premio de Kerala Sahitya Akademi y el premio Jnanpith. Sus obras han sido traducidas al inglés, italiano, ruso, alemán y checo, además de todos los principales idiomas indios.

## Primeros años

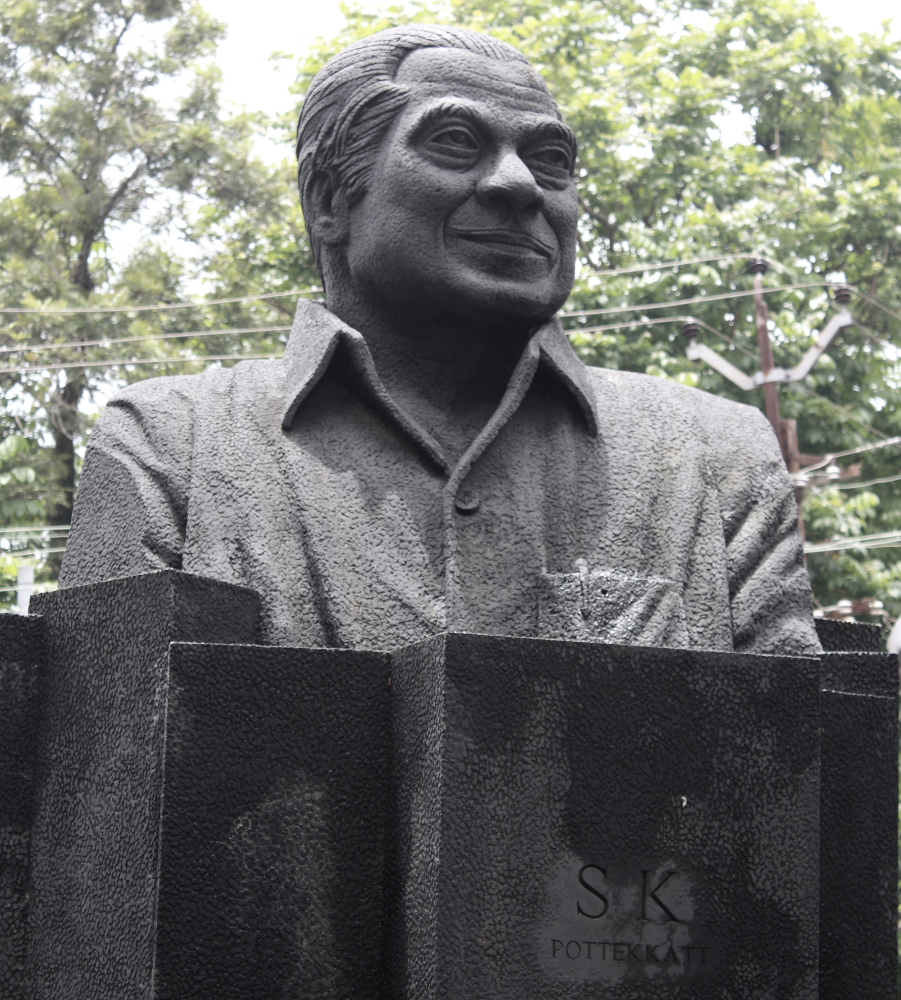
Un busto de Pottekkatt frente a S. M. Street en Kozhikode (Calicut).

S. K. Pottekkatt nació el 14 de marzo de 1913 en Calicut (Kozhikode) de Kunjiraman Pottekkat, un maestro de inglés, y su esposa, Kittuli. Después de cursar los estudios primarios en Ganapath School, se matriculó en Zamorin's High School en Calicut en 1929 y aprobó el examen intermedio en Zamorin's Guruvayurappan College, Calicut, en 1934, pero no pudo encontrar trabajo durante tres años, período que aprovechó para estudiar clásicos de la literatura india y occidental. En 1937, se unió a la Calicut Gujarati School como maestro, donde enseñó durante casi tres años. Estuvo involucrado en las actividades del Congreso Nacional Indio y asistió a la sesión de Tripuri en 1939, para lo cual renunció al trabajo ya que las autoridades escolares no le permitieron ausentarse. Posteriormente, se trasladó a Bombay y Lucknow, donde permaneció hasta 1945, desempeñando varios trabajos.
Después de regresar a Kerala en 1945, viajó a muchas partes de la India y realizó su primer viaje al extranjero en 1949, cuando visitó África, Suiza, Italia, Alemania, Francia y Inglaterra. En 1952, volvió a viajar al extranjero para visitar Ceilán, Malaya e Indonesia.

## Carrera literaria y viajes
Pottekkatt publicó su primer relato, "Rajaneethi", en la revista universitaria del Zamorin's Guruvayurappan College en 1928. "Makane Konna Madyam" (poema publicado en Athmavidya Kahalam) y "Hindu Muslim Maithri" (relato publicado en Deepam) fueron algunas de sus primeras obras notables. El relato "Vydyutha Shakthi" apareció en la edición de febrero de 1934 de Mathrubhumi Illustrated Weekly. Escribió su primera novela, Naadanpremam, una historia romántica ambientada en Mukkam, una pequeña aldea en distrito de Kozhikode, en 1939 mientras estaba en Bombay y la novela fue publicada eventualmente en 1941. Esto fue seguido por Yavanikakku Pinnil, una antología de relatos cortos, y la segunda novela Vishakanyaka; esta última recibiría un premio del gobierno de Madras en 1949. Las siguientes dos publicaciones fueron dos relatos de viaje, Kappirikalude Naattil (En la tierra de los negros) e Innathe Europe (La Europa de hoy), ambos basados en su primer viaje al extranjero. Publicó Oru Theruvinte Katha en 1960 y su obra maestra, Oru Desathinte Katha, en 1971.
Pottekkatt era un escritor con un fuerte compromiso social e ideales, poseyendo una visión individualista. Se le considera pionero del género de relatos de viaje en India y su más destacado practicante en literatura malayalam lo que le valió el apodo de John Gunther del malayalam. Antologías poéticas como Sanchariyude Geethangal y Premashilpi, Achan (obra de teatro), novelas como Premashiksha y Moodupadam, antologías de relatos cortos como Nishagandhi, Pulliman y Chandrakatham, relatos de viaje como Simhabhoomi, Nile Diary y Pathira Sooryante Nattil, así como memorias como Ponthakkadukal y Samsarikkunna Diarykurippukal son algunas de sus otras obras importantes.
Entre sus obras destacadas se encuentran antologías de poesía como Sanchariyude Geethangal y Premashilpi, la obra de teatro Achan, novelas como Premashiksha y Moodupadam, y colecciones de cuentos como Nishagandhi, Pulliman y Chandrakatham. Sus libros de viajes incluyen Simhabhoomi, Nile Diary y Pathira Sooryante Nattil, mientras que sus memorias comprenden Ponthakkadukal y Samsarikkunna Diarykurippukal.
Sus obras han sido traducidas al inglés, italiano, ruso, alemán y checo, además de todos los principales idiomas indios. Una antología italiana de Las mejores historias cortas del mundo, publicada en Milán en 1971, incluyó su relato Braanthan Naaya (Perro Loco). Una colección de once de sus cuentos en ruso tuvo un éxito sensacional, vendiendo cien mil copias en dos semanas.
Sus historias han sido adaptadas en películas de malayalam; algunas de ellas incluyen Naadan Premam, Moodupadam,Pulliman y Njavalppazhangal. El film Kadavu, una película de 1991 escrita y dirigida por M. T. Vasudevan Nair basada en su relato corto "Kadathuthoni", recibió premios en varios festivales internacionales de cine. La película de 2015 Manikyam fue una adaptación de la novela Prema Shiksha.

## Carrera Política

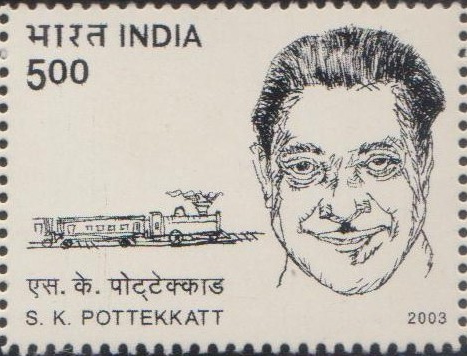
Pottekkatt en un sello de la India de 2003

Pottekkatt se postuló dos veces como candidato independiente en las elecciones al Parlamento de la India por Thalassery, bajo el estandarte del Partido Comunista de la India. La primera candidatura fue en 1957 a la 2ª Lok Sabha, en la que perdió ante M. K. Jinachandran por 1000 votos. La segunda fue en 1962 a la 3ª Lok Sabha, donde derrotó a Sukumar Azhikode por un margen de 66,000 votos, sirviendo su mandato hasta 1967.

## Vida personal
Pottekkatt se casó con Jayavalli en 1950 y la pareja tuvo dos hijos y dos hijas. Su esposa falleció en 1980 y, dos años después, él sufrió un accidente cerebrovascular en julio de 1982. Murió el 6 de agosto de 1982 en un hospital privado en Calicut.

## Premios y Honores
Oru Theruvinte Katha (La Historia de una Calle), una novela basada en Mittai Theruvu, una calle popular en Kozhikode conocida por sus puestos de dulces y halvah, recibió el Premio Kerala Sahitya Akademi para Novela en 1961. Su novela biográfica, Oru Desathinte Katha, fue seleccionada para el Premio Sahitya Akademi en 1972. Ocho años después, en 1980, la novela le valió a Pottekkatt el Premio Jnanpith, el mayor honor literario en India. En 1982, la universidad de Calicut le otorgó el grado honorario de Doctor en Letras. India Post emitió un sello postal conmemorativo en su honor en 2003, como parte de su serie Premio Jnanpith. Malayala Manorama y Madhyamam publicaron festschrifts sobre Pottekkatt con motivo de su centenario.

## Bibliography

### Novels
| Año  | Título                    | Notas                                                         | Referencias |
| ---- | ------------------------- | ------------------------------------------------------------- | ----------- |
| 1937 | Vallikadevi               |                                                               |             |
| 1941 | Naadan Premam             |                                                               |             |
| 1945 | Prema Shiksha             |                                                               |             |
| 1948 | Moodupadam                |                                                               | [ 31 ]      |
| 1948 | Vishakanyaka              |                                                               | [ 32 ]      |
| 1958 | Karamboo                  |                                                               | [ 33 ]      |
| 1960 | Oru Theruvinte Katha      | Premio Kerala Sahitya Akademi de novela                       |             |
| 1971 | Oru Desathinte Katha      | Premio Jnanpith, Premio Sahitya Akademi                       |             |
| 1976 | Kurumulaku                |                                                               | [ 34 ]      |
| 1979 | Kabeena                   | ISBN 9788182656215                                            | [ 35 ]      |
| 1988 | Bharathappuzhayude Makkal | Descrito como 'novatakam', una combinación de novela y juego. | [ 36 ]      |
| -    | North Avenue              | trabajo incompleto                                            |             |

### Cuentos
| Año  | Título                             | Notas                                                                  | Referencias |
| ---- | ---------------------------------- | ---------------------------------------------------------------------- | ----------- |
| 1945 | Manimalika                         | Colección de 5 cuentos                                                 |             |
| 1945 | Rajamalli                          | Colección de 13 cuentos                                                |             |
| 1945 | Nisshagandhi                       | Colección de 9 cuentos                                                 |             |
| 1945 | Pulliman                           | Colección de 6 cuentos                                                 | [ 37 ]      |
| 1945 | Meghamala                          | Colección de 8 cuentos                                                 |             |
| 1946 | Chandrakantham                     | Colección de 5 cuentos                                                 |             |
| 1946 | Jalatharangam                      | Colección de 7 cuentos                                                 |             |
| 1946 | Vaijayanthi                        | Colección de 7 cuentos                                                 | [ 38 ]      |
| 1947 | Pournami                           | Colección de 5 cuentos ISBN 9788130006345                              | [ 39 ]      |
| 1947 | Padmaragam                         | Colección de 6 cuentos                                                 |             |
| 1947 | Indraneelam                        | Colección de 6 cuentos                                                 |             |
| 1948 | Rangamandapam                      | Colección de 7 cuentos                                                 |             |
| 1948 | Himavahini                         | Colección de 5 cuentos                                                 |             |
| 1949 | Prethabhoomi                       | Colección de 5 cuentos                                                 | [ 40 ]      |
| 1952 | Yavanikkakku Pinnil                | Colección de 6 cuentos y una obra de radio                             |             |
| 1954 | Kallippookkal                      | Colección de 6 cuentos y una obra de radio                             | [ 41 ]      |
| 1954 | Vanakaumudi                        | Colección de 4 cuentos y una obra de radio                             |             |
| 1955 | Kanakaambaram                      | Colección de 7 cuentos                                                 |             |
| 1960 | Antharvahini                       | Colección de 5 cuentos ISBN 9788182654877                              | [ 42 ]      |
| 1962 | Ezhilam Pala                       | Colección de 7 cuentos                                                 | [ 43 ]      |
| 1967 | Thiranjedutha Kathakal             | Colección de 36 cuentos; Con una introducción de M. R. Chandrasekharan |             |
| 1968 | Vrindavanam                        | Colección de 8 cuentos                                                 |             |
| 1970 | Kattuchembakam                     |                                                                        | [ 44 ]      |
| 1978 | S. K. Pottekkattinte Cherukathakal |                                                                        | [ 45 ]      |
| 1981 | S. K. Pottekkattinte Cherukathakal |                                                                        | [ 46 ]      |
| 1999 | Katha: Pottekkatt                  |                                                                        | [ 47 ]      |
| 2004 | Sthree                             | ISBN 9788182640948                                                     | [ 48 ]      |
| 2006 | S. K. Pottekkattinte Katha         |                                                                        | [ 49 ]      |

### Diarios de Viaje
| Año  | Título                   | Notas | Referencias |
| ---- | ------------------------ | --- | ----------- |
| 1947 | Kashmir                  | |             |
| 1948 | Yathrasmaranakal         | Basado en los viajes a lugares históricos en India                                                                                    | [ 50 ]      |
| 1951 | Kappirikalude Nattil     | ISBN 9788171307937 | [ 51 ]      |
| 1954 | Simhabhoomi              | Viaje de 1949 a Bagamoyo, Tanga, Kenia y Uganda                                                                                       | [ 52 ]      |
| 1954 | Nile Diary               | ISBN 9788171803149 | [ 53 ]      |
| 1954 | Malaya Nadukalil         | | [ 54 ]      |
| 1955 | Innathe Europe           | Viaje de 1950 a Europa y Gran Bretaña; Ediciones posteriores tituladas Europiloode ISBN 9788126403547                                 |             |
| 1955 | Indonesian Diary         | Viaje de 1953 a Indonesia; publicado originalmente en dos volúmenes; volumen combinado publicado por primera vez por S.P.C.S. en 1964 |             |
| 1955 | Soviet Diary             | | [ 55 ]      |
| 1956 | Pathira Sooryante Nattil | Viaje de 1955 a Finlandia | [ 56 ]      |
| 1958 | Bali Dweep               | Viaje de 1953 a Bali ISBN 9788171309047                                                                                               | [ 57 ]      |
| 1959 | Simhabhoomi              | Versión ampliada del libro de 1954 y publicada en dos volúmenes; volumen combinado publicado por primera vez por S.P.C.S. en 1968     | [ 52 ]      |
| 1960 | Bohemian Chithrangal     | | [ 58 ]      |
| 1967 | Himalaya Samrajyathil    | Basado en el viaje a Haridwar y Badrinath en mayo de 1966 ISBN 9788171803576                                                          | [ 59 ]      |
| 1969 | Nepal Yathra             | | [ 60 ]      |
| 1970 | London Notebook          | | [ 61 ]      |
| 1974 | Ceylon                   | Viaje de 1972 a Sri Lanka | [ 62 ]      |
| 1975 | Parbhat                  | | [ 63 ]      |
| 1981 | The Asian Journey        | | [ 64 ]      |
| 1982 | The Pilgrimage           | Viaje a Israel y Palestina; traducido al árabe y al inglés                                                                            | [ 65 ]      |

### Poesía
| Año  | Título                          | Notas                                               | Referencias |
| ---- | ------------------------------- | --------------------------------------------------- | ----------- |
| 1936 | Prabhatha Kanthi                | 14 poemas                                           |             |
| 1946 | Sanchariyude Geethangal         | 14 poemas; con una introducción de G. Sankara Kurup | [ 66 ]      |
| 1958 | Prema Shilpi                    | 5 poemas                                            |             |
| 2015 | S. K. Pottekkattinte Kavithakal | ISBN 9788188017935                                  | [ 67 ]      |

### Drama
| Año  | Título           | Notas                                      | Referencias |
| ---- | ---------------- | ------------------------------------------ | ----------- |
| 1945 | Achan            |                                            |             |
| 1948 | Achanum Makanum  | Incluido en Himavahini                     |             |
| 1954 | Althara          | Una obra de radio incluida en Vanakaumudi  |             |
| 1954 | Theevandi Odunnu | Una obra de radio incluida en Kallipookkal |             |

### Otros
| Año  | Título                         | Notas | Referencias |
| ---- | ------------------------------ | --- | ----------- |
| 1947 | Ponthakkadukal                 | Colección de ensayos humorísticos publicados en varios periódicos y revistas bajo el nombre Arunan ISBN 9788182656239 |             |
| 1949 | Gadhyamekhala                  | Colección de 8 ensayos                                                                                                |             |
| 1975 | Ente Vazhiyambalangal          | Memorias |             |
| 1978 | Muhammed Abdurahiman           | Biografía política de Muhammed Abdurahiman Coautorado con P. P. Ummer Koya, N. P. Mohammed y K. A. Kodungallur        |             |
| 1981 | Samsarikkunna Diarykurrippukal | Diario |             |
| 1995 | Pottekkattinte Kathukal        | Cartas |             |
| 2013 | Paryadanam                     | Diario |             |

### Traducciones a otros idiomas
- Stree Thatha Anya Kahaniyam (en hindi). 1986.
- Kadha Ek Pranthar Ki (en hindi). Bharatheey Njanpeet Prakasan. 1981.
- Tales of Athiranippadam (en inglés). Hyderabad: Orient Blackswan. 2013. ISBN 9788125051275.
- Twelve stories (en inglés). Calicut: Tarjuma. 2010. ISBN 9788190895811.
- Muchas obras han sido traducidas al tamil por Su Ra.[68]

### Películas
- Moodupadam (1963) (basada en la novela Moodupadam)
- Naadan Premam (1972) (basada en la novela Naadan Premam)
- Pulliman (1972) (basada en el relato Pulliman)
- Njavalppazhangal (1976) (basada en el relato Njavalppazhangal)
- Ottakam (1978) (basada en el relato Ottakam)
- Thaala (1988)
- Kadavu (1991) (basada en el relato Kadathuthoni)
- Manikyam (2015) (basada en la novela Prema Shiksha)